# Circulisporites elegans
Espèce
Circulisporites elegans est une espèce fossile de palynomorphes.

## Systématique
L'espèce Circulisporites elegans est décrite par Ou-yang, Yin & Li en 1974.

## Présentation
Pour Interim Register of Marine and Nonmarine Genera (IRMNG), le genre appartient à la famille d'algues vertes des Zygnemataceae (Zygnematales, Zygnematophyceae, Charophyta). L'espèce a été décrite en Chine. Elle diffère des autres espèces de son genre par sa distribution temporelle qui débute bien avant celle des autres espèces, en débutant au Néoprotérozoïque et en s'étendant jusqu'au Cambrien.

### Publication originale
- (en) S. Ouyang, L. Yin et Z. Li, Sinian and Cambrian spores, Beijing, China (en chinois.), coll. « Handbook of Stratigraphy and Palaeontology in South-West China; Academica Sinica, Institute of Geology and Palaeontology, Science Press », 1974, 72-123 p..